# 琴儀
琴 儀（クム・ウィ、1153年 - 1230年）は、高麗の政治家。もとの名は克儀。字は節之。本貫は奉化琴氏。諡は英烈。

## 人物
1184年に科挙に首席で及第し、明宗の内侍となった。武臣政権の崔忠献によって1211年に僉枢密院事に抜擢され、その後は門下侍郎、同中書門下平章事、判吏部事などを歴任した。しばしば科挙を主宰して多くの人材を登用し、「琴学士玉筍門生」と呼ばれ、『翰林別曲』に琴学士（学士は科挙の主宰者である「知貢挙」の別名）と記録されている。